# 子ども予防接種週間
子ども予防接種週間（こどもよぼうせっしゅしゅうかん）とは、保護者をはじめとした地域住民の予防接種に対する関心を高め、予防接種率の向上を図ること目的として、2004年に日本で制定された週間。
入園、入学前で保護者の予防接種への関心を惹起する時期であることから、毎年、3月1日から3月7日の1週間行われている。主催は日本医師会、日本小児科医会、厚生労働省、後援は文部科学省「健やか親子21」推進協議会。
この期間に、賛同した医療機関や各地域の予防接種センターが、種々の予防接種の相談に応ずるとともに、通常の診療時間に予防接種が受けにくい人たちに対し、特に土曜日、日曜日に予防接種を行っている。また、予防接種についての講習会が開催され、予防接種への普及・啓発に努めている。
予防接種法、結核予防法に基づく予防接種を原則とし、特に麻疹、風疹が重点におかれている。なお、任意接種（予防接種法、結核予防法に定められていない予防接種）については、かかりつけ医と十分に相談のうえ、実施することとしていたが、2018年の実施要項では、「ワクチンで防ぐことができる病気（VPD）から子どもたちを救うため、種々の予防接種に関し、地域の実情に合った広報・啓発の取り組みについて各都道府県医師会等で企画・実施する。」としている。
日本小児科学会が推奨するスケジュールには、以下のワクチンが含まれる。BCG、破傷風トキソイド、ジフテリアトキソイド以外のワクチンはすべて名称の後ろに「ワクチン」がつくが、省略して記載。
- 定期接種

ヒブ、肺炎球菌結合型、B型肝炎、四種混合、三種混合、不活化ポリオ、BCG、MR（麻疹・風疹混合）、水痘（水ぼうそう）、日本脳炎、二種混合、ヒトパピローマウイルス（HPV）
- 任意接種

ロタウイルス、おたふくかぜ、インフルエンザ
同会が推奨するスケジュールには、以下のワクチンが含まれない
- 定期接種

なし
- 任意接種

A型肝炎、髄膜炎菌、23価肺炎球菌多糖体、黄熱、狂犬病、破傷風トキソイド、ジフテリアトキソイド